# Amozoc (kommun i Mexiko)
Amozoc är en kommun i Mexiko.   Den ligger i delstaten Puebla, i den sydöstra delen av landet, 120 km öster om huvudstaden Mexico City. Antalet invånare är 100 964. Arean är 136 kvadratkilometer.
Terrängen i Amozoc är varierad.
Följande samhällen finns i Amozoc:
- Amozoc de Mota
- Casa Blanca
- Concepción Capulac
- Ignacio Zaragoza
- San Jacinto
- Ampliación San Juan 3ra. Sección
- La Venta
- La Ocotera